# Zielin (powiat gryfiński)
Zielin (do 1945 niem. Sellin) – wieś w Polsce położona w województwie zachodniopomorskim, w powiecie gryfińskim, w gminie Mieszkowice. Według danych z 2010 liczyła 704 mieszkańców.
Wieś prawdopodobnie o rodowodzie słowiańskim, znajdowała się od ok. 1250 na terytorium powstałej Nowej Marchii. Pierwsza wzmianka pochodzi z 1334, od XIV w. do 1765 wieś należała do rodu von der Marwitz; istniały tu dwa majątki, które w późniejszych latach kilkukrotnie zmieniały właścicieli. Od 1945 miejscowość leży w granicach Polski.
We wsi znajduje się kościół z ciosów granitowych z 2 połowy XIII w., z barokową wieżą z 1704; wewnątrz trójkondygnacyjny barokowy ołtarz z 1614 rzeźbiony w drewnie oraz ambona z 1692. Barokowy pałac z XVIII w. użytkowany jest obecnie przez szkołę podstawową.
Od 1996 roku we wschodniej części obszaru gminy Mieszkowice eksploatowane jest złoże ropy naftowej i gazu ziemnego „Zielin”.
W latach 1975–1998 miejscowość administracyjnie należała do województwa szczecińskiego.

## Układ przestrzenny
Wieś na planie wielodrożnicy, z czytelnym (pierwotnym) założeniem owalnicowym. Zabudowa murowana, ceglana, głównie z końca XIX i początku XX w. Dominującym elementem w centrum miejscowości jest kościół, wygrodzony murem kamienno-ceglanym oraz obsadzony starodrzewem (lipa, kasztanowiec). W zach. części wsi usytuowany przynależny pierwotnie do pałacu zespół folwarczny, o zatartej, pierwotnej kompozycji przestrzennej. Barokowy pałac i park zachowały kompozycję przestrzenną założenia, z osiami widokowymi. We wsch. części wsi, po płn. stronie drogi, założono po 1945 cmentarz komunalny, o regularnym kształcie, przedzielony niewielkim ciekiem wodnym. Przy drodze w kierunku Zielina, Kiwit i Nowin ulokowane XX-wieczne kolonie, złożone z typologicznie jednorodnych zagród z budynkami o łączonym programie użytkowym (mieszkalno—inwentarskim). Pierzeje odsunięte od drogi, z pasem zieleni przydomowej, zwarte – szczególnie przy drodze do Kiwit. Wszystkie kolonie usytuowane są w kilkusetmetrowej odległości od wsi, tworząc odrębne układy przestrzenne, uzupełniające otoczenie miejscowości.

## Nazwa
Nazwa na przestrzeni wieków: Selin (pochodzenie słowiańskie) 1334, 1336; Sellin 1335, 1337; Sellien 1569; Sellin do 1945

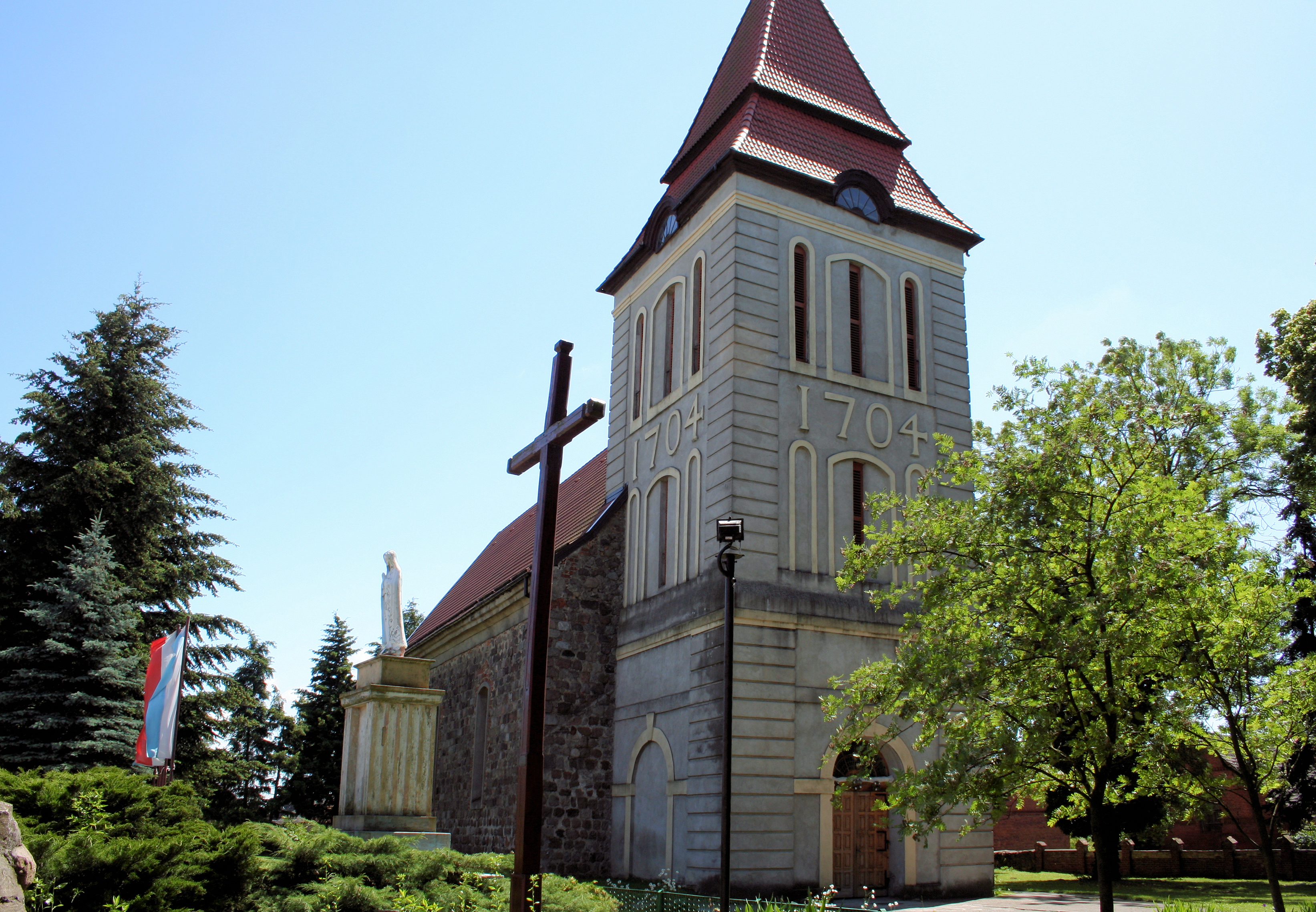
Kościół Narodzenia Najświętszej Maryi Panny

## Historia
- VIII–poł. X w. – w widłach Odry i dolnej Warty znajduje się odrębna jednostka terytorialna typu plemiennego, prawdopodobnie powiązana z plemieniem Lubuszan. Na północy od osadnictwa grupy cedyńskiej oddzielały ją puszcze mosińska (merica Massen) i smolnicka (merica Smolnitz). Mieszkańcy zajmowali się gospodarką rolniczo-hodowlaną.
- 960–972 – książę Mieszko I opanowuje tereny nadodrzańskie, obejmujące obręb późniejszej kasztelani cedyńskiej, ziemię kiniecką i kostrzyńską
- 1005 (lub 1007) – Polska traci zwierzchność nad Pomorzem, w tym również nad terytorium w widłach Odry i dolnej Warty
- 1112–1116 – w wyniku wyprawy Bolesława Krzywoustego, Pomorze Zachodnie uznaje zwierzchność lenną Polski
- Pocz. XIII w. – obszar na północ od linii Noteci-dolnej Warty i zachód od Gwdy w dorzeczu Myśli, Drawy, środkowej Iny, stanowi część składową księstwa pomorskiego; w niewyjaśnionych okolicznościach zostaje przejęty przez księcia wielkopolskiego Władysława Laskonogiego, a następnie jego bratanka, Władysława Odonica
- 1250 – margrabiowie brandenburscy z dynastii Askańczyków rozpoczynają ekspansję na wschód od Odry; z zajmowanych kolejno obszarów powstaje następnie Nowa Marchia
- 2 poł. XIII w. – zbudowano kościół salowy z kostki granitowej, bez chóru i wieży
- 1320–1323 – po wygaśnięciu dynastii askańskiej, Nowa Marchia przejściowo przechodzi we władanie książąt pomorskich
- 1323 – władzę w Nowej Marchii obejmują Wittelsbachowie
- 10.04.1334 – bracia Heinricus, Hermannus i Eckardus Wagenschüzen otrzymują 7 łanów in villa Selin; wymienia się 4 pręty jako przynależne do plebanii[4][5]
- 20.09.1335 – wzmianka pod nazwą Sellin; margrabia Ludwik Starszy nadaje braciom Henningowi i Maciejowi von Jagow, ich kuzynowi Klausowi oraz Henningowi i Arndowi z Uchtenhagen zamek Santok wraz z ½ cła w Santoku, z wsią Czechów (Techowe)i wszystkimi przynależnościami, z prawem rybołówstwa, łąką zwaną Książęca (hertoghen wese), lasem i mostem, a także dochody ze wsi Zielin (Sellin), Smolnica (Berenvelde), Henrichesdorpp (wieś niezidentyfikowana) i Małyszyn (Mertensdorpp), w zastaw za 400 grzywien brandenburskich[6]
- 24.07.1336 – margrabia Ludwik I Stary przekazuje połowę wsi Mikołajowi von Witte (Nycolao Witen), wspominając jednocześnie, że obowiązek wystawienia jeźdźca pancernego (dextrarii servitio) w razie wojny należny do Henninga von der Marwitz (Henningus de Marewiz)[7][8]
- 1337 – wzmianka w księdze ziemskiej margrabiego brandenburskiego Ludwika Starszego pod nazwą Sellin (w ziemi mieszkowickiej): „Sellin LXXX, dos IIII, Ecclesia I, Otto de Marwitz pro seruitio VIII, pactus XV solidos sed quondam I talentum, due taberne”[9] – wieś liczy 80 łanów, wolne od ciężarów podatkowych są 4 łany parafialne (dos) i 1 łan kościelny (czyli istniał już kościół), lennikiem zobowiązanym do służby konnej jest Otto de Marwitz posiadający 8 łanów, pakt (pactus) płacony rycerstwu przez chłopów wynosi 15 szylingów (solidos), lecz w przeszłości wynosił 1 talent (czyli 20 szylingów), we wsi są dwie karczmy. Z tytułu korzystania przez mieszkańców z okolicznych lasów (Merica Smolnitz – puszcza smolnicka) do wypasania np. świń, bydła, dochód margrabiego określono na 5 korców owsa[10]. Wyróżnić można już wówczas dwie linie Marwitzów: smolnicko-zielińską i marwicko-kłodawską.
- 1402–1454/55 – ziemie Nowej Marchii pod rządami zakonu krzyżackiego
- 1432 – Otto II z Zielina[a] z bratem Wincentym dokonują fundacji (w Myśliborzu) na rzecz kolegiaty myśliborskiej; określeni zostali nobiles, czyli wchodzili w elitarny krąg rycerstwa zamkowego, kategorii ustanowionej przez cesarza Karola IV[11]
- 1433 – podczas wojny polsko-krzyżackiej, okoliczne tereny zostają zdobyte i splądrowane przez Husytów
- 1455 – w Zielinie włada Gerd (Georg) von der Marwitz (?–1470), którego pieczęć na dokumencie z 1448 znajdowała się w Archiwum Powiatowym w Chojnie
- 1 poł. XVI w. – żyje Peter von der Marwitz (1508?–1557, małżonka Ursula von Schönebeck), właściciel Grzymiradza, Smolnicy i Zielina; od niego pochodzą cztery linie rodu: z Friedersdorf, Zielina, Smolnicy i Linie. „Dom z Zielina” Marwitzów rozpoczyna się od podpułkownika Baltazara von der Marwitz (ur. 25.03.1600, zm. 28.03.1657, komendant twierdzy Kostrzyn). Ostatnim z tej rodziny właścicielem majątku Zielin był Georg Friedrich von der Marwitz (ur. 31.10.1720 w Zielinie, zm. 7.05.1800 w Gorzowie Wlkp.)[12].
- 21.11.1517 – list lenny elektora Joachima stwierdza, że Claus, Melchior i Hans von der Marwitz ze Smolnicy, Zachariasz i Kaspar z Marwic, Piotr z Grzymiradza i Otto ze Stanowic posiadają do wspólnej ręki m.in. Zielin, połowę opuszczonych pól Babina, jezioro Warnice na warnickim polu, młyn Wielki Smoliniec z obydwoma jeziorami, staw Kuckuck z miejscem młyna, rzekę Smolnicę od młyna Smoliniec Mały po las Dębna, Smolnicę oraz Grzymiradz, (Nowy) Santok z połową miasteczka, Marwice, połowę Tarnowa, ¾ Jenina, ¾ Stanowic[13]
- 1535–1571 – za rządów Jana kostrzyńskiego Nowa Marchia staje się niezależnym państwem w ramach Świętego Cesarstwa Rzymskiego
- 1538 – margrabia Jan kostrzyński oficjalnie wprowadza na terenie Nowej Marchii luteranizm jako religię obowiązującą
- 1569 – właściciel wsi Maurycy (Moritz) von der Marwitz (?–1615) funduje dla kościoła nowy kielich ze złoconego srebra oraz patenę, które służą mieszkańcom wsi do 1945. Kielich miał grawerowane na sześciokątnej nodze sceny z Nowego Testamentu, a na patenie wygrawerowany herb fundatora. Napis na kielichu zawierał nazwę wsi: „Anno 1569 Sellien Moritz vo Marwitz”.
- 1577–1603 – pastorem (pierwszym znanym z imienia i nazwiska) w Zielinie jest Johann Rossteuscher
- 1592 – obok kościoła na belkach rusztowania zawieszono odlany przez Daniela Schukara nowy dzwon spiżowy (średnica kielicha 85 cm), który znajduje się tam do dziś
- 1603–1635 – kolejnym pastorem jest Michael Fuchs; sprawuje również opiekę nad kościołami filialnymi w Troszynie i Sitnie
- 1614 – syn Maurycego, Hans von der Marwitz (1568–1618) oraz jego żona Anna z domu von der Goltz (1574–1645) fundują ołtarz, który znajduje się w kościele do dziś
- 1618 – umiera Hans von der Marwitz, Zielin w spadku otrzymuje najstarszy syn Baltazar[b]
- 1636–po 1665 – pastorem jest Fryderyk Bracht
- 1637 – wieś zniszczona podczas wojny trzydziestoletniej przez wojska królowej Szwecji Krystyny Wazy pod komendą generała Jana Banera; opuszczona do 1641, pastor Fryderyk Bracht przenosi się do nie zniszczonych Warnic
- 1642 – początki odbudowy wsi, pastor Fryderyk Bracht powraca do Zielina, gdzie mieszka tylko jeden gospodarz Georg Viet
- 1692 – kolejny po Baltazarze właściciel, jego syn Curt Hildebrand von der Marwitz[c] funduje znajdującą się do dziś w kościele ambonę zdobioną herbami i wizerunkami Ewangelistów
- 1701 – powstanie Królestwa Prus; właścicielem Zielina zostaje Hans Otto von der Marwitz (1653–1703), syn Hansa, najmłodszego brata Baltazara
- 1703 – po śmierci Hansa Ottona von der Marwitz, właścicielką majątku zostaje wdowa po nim, Emilia (Ämilia) z domu von Derfflinger (ur. 1665, zm. po 1726; ślub wzięli w 1691), córka generała-feldmarszałka Georga von Derfflinger, wraz z synami Georgiem (zm. 1727) i Heinrichem Karlem; do majątku należą także Smolnica i Grzymiradz.
- 1704 – dobudowano do kościoła wieżę i zawieszono w niej dotąd wiszące obok 3 dzwony
- 1718 – spis ziemski Fryderyka Wilhelma I; wieś liczy 25,5 łanów ziemi rycerskiej oraz 10 łanów ziemi chłopskiej, 13 chłopów na 39 łanach, 11 zagrodników na 10 łanach. Właścicielem majątku jest pułkownik Georg von der Matwitz.
- 1720 – wybudowany zostaje pałac
- 1758 – z Wielkopolski do Nowej Marchii wtargnął ponad 50-tysięczny korpus wojsk rosyjskich pod komendą feldmarszałka Wiliama Wiliamowicza Fermora; Zielin zostaje doszczętnie ograbiony
- 1765 – Georg Friedrich von der Marwitz sprzedaje Zielin majorowi von Levetzow
- 1780 – pałac zostaje przebudowany w stylu neoklasycystycznym
- 1785 – zmarł w wieku 70 lat pastor Johann Wilke, urzędujący w Zielinie 41 lat
- 1786 – kolejnym pastorem zostaje Benjamin Friedrich Pampe pochodzący z Wierzbnicy pod Myśliborzem; żona – córka poprzednika Fryderyka Christiana Wilke, z którą miał synów: Fryderyka Wilhelma, Henryka, Karola oraz Fryderyka. Jeden z dwóch majątków w Zielinie kupuje Friedrich Hellmuth Anton von Blücher (ur. 04.03.1765 – zm. 09.07.1790, matka Sophie von Levetzow[14]).
- 1790–1795 – brak wzmianki o właścicielach
- 08.10.1795 – majątek za 90 000 talarów kupuje starosta powiatu chojeńskiego Carl Christoph Gottlob von Knobelsdorff (od 1825 wielki koniuszy królewski w Berlinie)[15], od spadkobierców majora Gerharda von Levetzow, zmarłego 29.01.1795[16]

- XVIII/XIX w. – w Zielinie istnieje szkoła

| Niemiecka nazwa  | Obiekt  | Położenie            | Polska nazwa |
| ---------------- | ------- | -------------------- | ------------ |
| Altes Vorwerk    | folwark | 2 km na wsch.        | Starzyn      |
| Karlshöhe        | folwark | 0,5 km na zach.      | Ranowo       |
| Kiewitt, Kiewitz | folwark | 2 km na płn.         | Kiwity       |
| Neues Vorwerk    | folwark | 1,5 km na płn.-wsch. | Nowiny       |

- 1806–1807 – Nowa Marchia pod okupacją wojsk napoleońskich; na mocy traktatu w Tylży w dniu 12.07.1807 wojska francuskie opuszczają terytorium państwa pruskiego z wyjątkiem niektórych ważniejszych twierdz, pod warunkiem spłaty bądź zabezpieczenia nałożonej na Prusy kontrybucji wojennej
- 1815–1818 – reformy administracyjne Prus zmieniają strukturę Nowej Marchii; wieś należy do powiatu Chojna, w rejencji frankfurckiej, w prowincji brandenburskiej
- 1818 – uwolnienie i uwłaszczenie chłopskich mieszkańców Zielina zakończone ugodą między gminą a właścicielem majątku, starostą von Knobelsdorff[17], jako rezultat reform gospodarczych Steina-Hardenberga dotyczących zniesienia poddaństwa chłopów w Prusach (najpierw w królewszczyznach, następnie w dobrach prywatnych); w zamian za uwłaszczenie dziedzic otrzymywał od chłopa odszkodowanie pieniężne, w postaci robocizny w określonym czasie lub części ziemi, przy czym to nie mogło przekroczyć połowy gospodarstwa chłopskiego
- 05.01.1846 – umiera w wieku 87 lat pastor Benjamin Pampe; synowie i córka fundują istniejącą do dziś w kościele tablicę ku jego czci i zmarłej w 1838 żony. Następcą na urzędzie pastora zostaje Friedrich Karl Ferdynand Zedelt, poprzednio przez 20 lat pastor w powiecie myśliborskim.
- 1846 – majątek dziedziczy Ida von Lüttichau, córka starosty Carla Christopha Gottloba von Knobelsdorff, od 1818 żona Wolfa Adolfa Augusta von Lüttichau (1786–1863), późniejszego dyrektora generalnego Królewskiej Saksońskiej Orkiestry Muzycznej i Teatru Dworskiego w Dreźnie; majątek, łącznie z folwarkiem Kiwity, Nowiny i Starzyn liczy 6.679 mórg ziemi. Rodzina von Lüttichau jest fundatorem istniejących do dziś organów kościelnych ozdobionych w nadstawie herbem rodzinnym, przedstawiającym dwa skierowane przeciwko sobie złote sierpy na czerwonym polu.
- 1850 – uwłaszczenie chłopów w Prusach rozszerzono na wszystkie gospodarstwa chłopskie, aczkolwiek do tego czasu wielu chłopów zostało przez panów usuniętych z ziemi lub zbankrutowało
- 1857 – wzmianka, że właścicielem majątku Zielin jest Karl von Lüttichau (1834-1899), syn Idy i Wolfa Adolfa Augusta von Lüttichau; majątek stanowi fideikomis[18]
- 1858 – założono w Zielinie kopalnię węgla brunatnego pod nazwą „Cons. Tony`s Trost”, eksploatującą pokłady węgla o grubości do 1,8 metra.
- 1871–1918 – Nowa Marchia w ramach zjednoczonego Cesarstwa Niemieckiego
- 08.10.1875 – pastor Friedrich Karl Ferdynand Zedelt składa swój urząd
- Ok. 1878 – zamknięto kopalnię węgla brunatnego
- 1879 – w książce adresowej majątków ziemskich znajduje się informacja[19]: majątek liczy 1763 ha, z tego pól ornych 1200 ha, łąk 11 ha, pastwisk 6 ha, lasów 472 ha, wód 34 ha. Właścicielem jest rodzina von Lüttichau. W majątku jest gorzelnia i cegielnia.
- Zima 1886 – do Zielina przybywa wraz z rodziną nowy pastor, Gustav Benn (zm. w 1939 w Moryniu), ojciec Gottfrieda Benna
- 05.06.1887 – spłonął hełm wieży kościelnej od uderzenia pioruna, uszkodzone zostały również organy
- 1896 – w spisie majątków ziemskich znajduje się informacja[20]: majątek liczy 1866,92 ha, z tego pól ornych 1115 ha, łąk 60,26 ha, pastwisk 46,11 ha, lasów 659,91 ha, nieużytków, dróg, placów 43,02 ha, wód 42,62 ha. Właścicielem jest Hans Leopold von Globig (1818–1903), szambelan w Dreźnie; dzierżawcą majątku jest radca ekonomiczny Kretschmar.
- 1907 – w spisie majątków ziemskich znajduje się informacja[21]: Zielin, majątek rycerski. Powierzchnia całkowita 1799 ha, z tego pól ornych 1195 ha, łąk 51 ha, brak pastwisk, obszary leśne pod wyrąb – 506 ha, drogi, place itd. – razem 29 ha, wody – 18 ha. Pogłowie zwierząt hodowlanych: koni 90 sztuk, bydło rogate jako całość 250 sztuk, z tego krów 65 sztuk, owiec 2500, świń 125. W majątku jest gorzelnia. Właścicielem jest pułkownik Karl von Rohr z Gądna i jego dzieci, a majątkiem zarządza ekonom Richard Kretzschmer.
- 1910 – w spisie majątków ziemskich znajduje się informacja[22]: majątek liczy 1866,92 ha, z tego pól ornych 1115 ha, łąk 60,26 ha, pastwisk 46,11 ha, lasów 659,91 ha, nieużytków, dróg, placów 43,02 ha, wód 42,62 ha. Właścicielem jest Herrmann.
- 1914 – w spisie majątków ziemskich znajduje się informacja[23]: Zielin, majątek rycerski. Powierzchnia całkowita 1843 ha, z tego pól ornych 1195 ha, łąk 51 ha, brak pastwisk, obszary leśne pod wyrąb – 550 ha, drogi, place itd. – razem 29 ha, wody – 18 ha. Pogłowie zwierząt hodowlanych: koni 100 sztuk, bydło rogate jako całość 250 sztuk, z tego krów 65 sztuk, owiec 2000, świń 125. W majątku jest gorzelnia. Właścicielem jest Karl Herrmann.
- I wojna światowa – Rekwizycja dzwonów kościelnych, wywieziono dwa młodsze dzwony pozostawiając tylko najstarszy, wiszący na wieży do dzisiaj. Przy kościele ustawiono mały pomnik z nazwiskami kilkunastu poległych z parafii Zielin; zwieńczony figurą Matki Boskiej i ze zdjętymi tablicami, stoi przy kościele do dziś.
- Po 1918 – elektryfikacja i telefonizacja wsi
- Lata 20 XX w. – na miejsce zarekwirowanych dzwonów przekazano dzwony stalowe, wyprodukowane w firmie Ulrich & Weule z Bockenem (firma J.F. Weule współpracująca z odlewnią Ulrich z Apoldy); wiszą do dzisiaj na wieży kościelnej.
- 1919 – parcelacja majątku między mieszkańców wsi, którzy w tym celu założyli towarzystwo rolnicze Eigene Scholle („Własna rola”)[17].
- 1923 – w spisie majątków ziemskich wymienianych jest 4 właścicieli ziemskich[24]:
  - Franz Beyersdorf posiada 40 ha, z tego pól ornych 30 ha, obszary leśne pod wyrąb 10 ha, nieużytki 1 ha. Pogłowie zwierząt hodowlanych: koni 6 sztuk, bydło rogate jako całość 22 sztuk, z tego krów 6 sztuk, świń 8.
  - Wilhelm Hönow posiada 49 ha, z tego pól ornych 48 ha, nieużytki 1 ha. Pogłowie zwierząt hodowlanych: koni 4 sztuk, bydło rogate jako całość 10 sztuk, z tego krów 4 sztuk, świń 6.
  - Wilhelm Koppe posiada 48 ha, z tego pól ornych 47 ha, nieużytki 1 ha. Pogłowie zwierząt hodowlanych: koni 8 sztuk, bydło rogate jako całość 25 sztuk, z tego krów 6 sztuk, świń 6.
  - Schmits, fabrykant z Dortmundu; jego dobrami zarządza von Kromton; posiadłość liczy 787 ha, z tego pól ornych 125 ha, obszary leśne pod wyrąb 625 ha, nieużytki 17 ha. Pogłowie zwierząt hodowlanych: koni 12 sztuk, bydło rogate jako całość 30 sztuk, z tego krów 10 sztuk, świń 15. W majątku jest gorzelnia.* 1927 – wieś liczy 286 mieszkańców, majątek zaś 724 mieszkańców, grunty wsi 505,9 ha, majątku – 1730,2 ha
- 1929 – w spisie majątków ziemskich wymienianych jest 4 właścicieli ziemskich[25]:
  - Franz Beyersdorf posiada 40 ha, z tego pól ornych 30 ha, obszary leśne pod wyrąb 10 ha, nieużytki 1 ha. Pogłowie zwierząt hodowlanych: koni 6 sztuk, bydło rogate jako całość 22 sztuk, z tego krów 6 sztuk, świń 8.
  - Wilhelm Hönow posiada 49 ha, z tego pól ornych 48 ha, nieużytki 1 ha. Pogłowie zwierząt hodowlanych: koni 4 sztuk, bydło rogate jako całość 10 sztuk, z tego krów 4 sztuk, świń 6.
  - Wilhelm Koppe posiada 48 ha, z tego pól ornych 48 ha, nieużytki 1 ha. Pogłowie zwierząt hodowlanych: koni 8 sztuk, bydło rogate jako całość 25 sztuk, z tego krów 6 sztuk, świń 9.
  - Schmitz, fabrykant z Dortmundu; jego dobrami zarządza Sauer; posiadłość liczy 787 ha, z tego pól ornych 125 ha, obszary leśne pod wyrąb 625 ha, nieużytki 17 ha. Pogłowie zwierząt hodowlanych: koni 12 sztuk, bydło rogate jako całość 30 sztuk, z tego krów 10 sztuk, świń 15. W majątku jest gorzelnia.
- Lata 30 XX w. – wieś rozbudowuje się w kierunku zachodnim i północnym, zakładanie kolonii rolniczych. Ostatnim właścicielem majątku jest hrabia Gerd Finck von Finckenstein z Troszyna, który następnie przekazuje go na rzecz państwa; w pałacu urządzono obóz Służby Pracy Rzeszy dla dziewcząt[17].
- 16.06.1933 – według spisu ludności Zielin liczy 810 mieszkańców, a sołtysem jest Wilhelm Koppe
- V.1939 – według spisu ludności Zielin liczy 805 mieszkańców
- 04.02.1945 – zajęcie Zielina przez wojska 5 Armii 1 Frontu Białoruskiego
- Od VI.1945 – wysiedlenie rodzin niemieckich, część przeniosła się za Odrę, pozostali głównie do Westfalii
- 25.08.1945 – pierwszy nauczyciel Marian Wojnarowski rozpoczyna działalność szkoły podstawowej w niewielkim budynku przy ul. Kościelnej[26]
- Koniec 1945 – podłączenie prądu elektrycznego we wsi
- Po 1945 – napływ przymusowych polskich wysiedleńców z Kresów Wschodnich, głównie z województw lwowskiego, wileńskiego, nowogródzkiego, tarnopolskiego i stanisławowskiego; wielu z nich to żołnierze Armii gen. Władysława Andersa i 1 Warszawskiej Dywizji Piechoty
- 1954 – ogólnopolska reforma podziału administracyjnego wsi, zlikwidowane zostały dotychczasowe zarządy gminne, a w ich miejsce powołane zostały gromadzkie rady narodowe. Na terenie powiatu chojeńskiego powstały gromady: Bielin, Cychry, Dębno, Godków, Góralice, Klępicz, Kłosów, Krajnik Górny, Lubiechów Górny, Mętno, Namyślin, Nawodna, Sarbinowo, Siekierki, Trzcińsko-Zdrój, Warnice, Zielin.
- 1957 – zniesiono gromady Zielin i Kłosów i utworzono gromadę Mieszkowice; powstanie biblioteki w Zielinie, która mieściła się w kabinie operatora filmowego
- 1957–58 – powstanie Koła gospodyń wiejskich
- 1975–92 – szkoła podstawowa, ze względu na znaczną degradację budynku pałacu, zostaje przeniesiona i funkcjonuje w innym budynku przy ul. Kościelnej, tzw. „pastorówce”
- 1983 – w kościele wykonano strop modrzewiowy
- 1991 – zawiązanie się Społecznego Komitetu Odbudowy Szkoły – Pałacu; rozpoczęcie remontu budynku dzięki wsparciu Europejskiego Funduszu Rozwoju Wsi Polskiej, dotacji rządu Kanady oraz dobrowolnemu opodatkowaniu się mieszkańców Zielina na rzecz odbudowy szkoły
- 01.09.1992 – 8-klasowa publiczna Szkoła Podstawowa jest gospodarzem Wojewódzkiej Inauguracji Roku Szkolnego, z udziałem wojewody, parlamentarzystów oraz przedstawicieli Rządu RP
- 1994–95 – renowacja ołtarza, którą na zlecenie Wojewódzkiego konserwatora Zabytków w Szczecinie wykonała Pracownia Konserwacji i Restauracji Dzieł Sztuki mgr Tadeusza Makulca ze Szczecina
- 1999 – w związku z reformą oświaty, szkoła podstawowa staje się 6-klasową z oddziałem przedszkolnym
- 06.02.2003 – wznowienie działalności Koła gospodyń wiejskich
- 07.06.2008 – pierwsze spotkanie dawnych niemieckich i dzisiejszych polskich mieszkańców Zielina; nabożeństwo ekumeniczne zostało odprawione w kościele przez miejscowego proboszcza ks. Andrzeja Tychońca i pastora Daniela Brülla z Hille koło Minden (Nadrenia Północna-Westfalia).

| Właściciel                                                      | Lata                |
| --------------------------------------------------------------- | ------------------- |
| Heinricus, Hermannus i Eckardus Wagenschüzen, 7 łanów           | 1334                |
| von Jagow, von Uchtenhagen                                      | 1335                |
| Mikołaj von Witte (Nycolao Witen) ½ wsi Henning von der Marwitz | 1336                |
| Otto de Marwitz 8 łanów                                         | 1337                |
| von der Marwitz                                                 | XIV–1765            |
| von Levetzow                                                    | 1765–1795           |
| von Knobelsdorff                                                | 1795–1846           |
| von Lüttichau                                                   | 1846– do 1896?      |
| von Globig                                                      | wzmianka 1896– 1903 |
| von Rohr                                                        | 1903– do 1910?      |
| Karl Herrmann                                                   | wzmianki 1910, 1914 |
| Schmitz                                                         | wzmianki 1923, 1929 |
| Gerd Finck von Finckenstein                                     | 1929?– ?            |

## Ludność
Liczba ludności w ostatnich 3 wiekach:

## Gospodarka
Od 1996 eksploatowane jest złoże ropy naftowej i gazu ziemnego „Zielin”, położone we wsch. części obszaru gminy Mieszkowice. Złoże posiada ustanowiony teren i obszar górniczy o powierzchni 1,85 km². Eksploatację prowadzi PGNiG Zielonogórski Zakład Górnictwa Nafty i Gazu na podstawie koncesji nr 44/96 z dnia 31 października 1996, udzielonej na okres 15 lat na wydobywanie ropy naftowej i gazu ziemnego oraz siarki jako kopaliny współwystępującej. Złoże zostało zarejestrowane przez MOŚZNiL decyzją KZK /2/6557/95 z dnia 15–01–2006.
Zasoby wydobywalne ropy naftowej zostały określone na 230,78 tys. ton, a gazu ziemnego na 220,86 mln m³ oraz siarki jako kopaliny współwystępującej na 20 tys. ton. Na złożu prowadzona jest eksploatacja otworowa, ropa naftowa odprowadzana jest na ekspedyt kolejowy w Boleszkowicach. Gaz ziemny po procesie odsiarczania (nowoczesna odsiarczalnia na terenie kopalni) wykorzystywany jest dla celów energetycznych.
- Dział Fizjoterapii (Zakład Rehabilitacji) – NZOZ „Vertebron” z Chojny
- Gabinet Rehabilitacji i Terapii Dziecięcej „Maluch”
- 2 sklepy spożywczo-przemysłowe

## Edukacja
- Szkoła podstawowa im. Jana Pawła II
- Filia Miejsko-Gminnej Biblioteki Publicznej w Mieszkowicach; obecnie mieści się w budynku szkoły; ok. 10 000 woluminów.
- Młodzież uczęszcza do gimnazjum w Mieszkowicach

## Organizacje i instytucje
- Sołectwo Zielin – ogół mieszkańców wsi Zielin, Ranowo, Kiwity, Starzyn stanowi Samorząd Mieszkańców Sołectwa
- Siedziba Leśnictwa (Nadleśnictwo Mieszkowice)
- Ochotnicza straż pożarna
- 1 drużyna Oddziału Mieszkowice Związku Strzeleckiego „Strzelec” Wągrowiec
- Koło Gospodyń Wiejskich – powstało w latach 1957–58, reaktywacja 06.02.2003; prowadzi warsztaty rękodzielnicze: wiklina, hafty, malowanie, robienie kwiatów z bibuły, dekoracja wnętrz. Podtrzymuje i kultywuje tradycje rodzinne: spotkania wielkanocne i wigilijne, dożynki sołeckie, Święto Zielina. Współpracuje z OSP, Szkołą Podstawową, MGOK w Mieszkowicach, Radą Sołecką, Parafią Zielin oraz z paniami z Fraucenter w Schwedt/Oder.
- Zespół-Chór „Sami Swoi” – powstał w 2004 jako mieszany chór kościelny, obecnie śpiewa w czasie uroczystości kościelnych oraz na okolicznościowych imprezach jak dożynki, święta państwowe, festyny.
- Międzyszkolny Uczniowski Klub Sportowy „Zieloni” – powstał w styczniu 1995; sekcje: piłka nożna, skoki narciarskie

## Związki wyznaniowe
- Parafia Narodzenia Najświętszej Marii Panny w Zielinie

## Atrakcje turystyczne
- Kościół Narodzenia Najświętszej Maryi Panny – budowla salowa z ciosów granitowych na rzucie wydłużonego prostokąta, bez chóru, z barokową wieżą z 1704 (dzwon z 1592, ludwisarz Daniel Schukar). Wewnątrz znajduje się trójkondygnacyjny barokowy ołtarz z 1614 rzeźbiony w drewnie oraz ambona z 1692.
- Pałac – zbudowany w 1720 na piwnicach z XVII w., przebudowany w stylu neoklasycystycznym w 1780, o zatartych cechach barokowych, użytkowany obecnie przez szkołę podstawową. Wewnątrz dwa pomieszczenia ze stiukami. Wpisany do rejestru zabytków pod nr 496 z dnia 22.12.1965.
- Park krajobrazowy – z XVIII w., zachował kompozycję przestrzenną założenia, z osiami widokowymi. Wpisany do rejestru zabytków pod nr. 930 z dnia 03.12.1980.
- Zespół folwarczny – w zachodniej części wsi, przynależny pierwotnie do pałacu, o zatartej, pierwotnej kompozycji przestrzennej.
- Dawna plebania – dom rodzinny Gottfrieda Benna.

## Znane postaci
- Gottfried Benn – niemiecki lekarz, pisarz i eseista; spędził w Zielinie dzieciństwo
- Ida von Lüttichau – niemiecka artystka i mecenas sztuki; urodzona 30 maja 1798 w Zielinie, z domu von Knobelsdorff

## Okolice
- Jezioro Zielińskie